# 呂得勝
呂得勝為中國清朝武將官員，本籍江蘇。呂得勝於1691年（康熙30年）奉旨接替袁廷芝，於台灣地區擔任台灣北路營參將（營署設於諸羅）。而此官職是台灣清治時期此階段，受台灣鎮總兵制約的台南以北最高軍事將領。
| 前任： 袁廷芝 | 台灣北路營參將 1691年上任 | 繼任： 陳貴 |